# 紹柳斯·帕卡尼斯基斯
紹柳斯·帕卡尼斯基斯（1958年6月15日—2006年2月21日）是立陶宛的一位昆蟲學家，為立陶宛科學院動物學與寄生蟲學研究所（1990年改名為生態學研究所）的研究員，專業領域為雙翅目昆蟲，特別是潛葉蠅科昆蟲的生態與分類。

## 生平
紹柳斯·帕卡尼斯基斯於1958年出生於立陶宛蘇維埃社會主義共和國阿尼克什奇艾區，其父母為農學專業，幼時住在克雷廷加並在當地就讀小學，1976年帕卡尼斯基斯畢業於約納瓦第三中學（今約納瓦立陶宛完全學校），隨後他在約納瓦的一間傢俱工廠工作，之後加入蘇聯軍隊，1979年入讀維爾紐斯大學，同時開始在立陶宛科學院動物學與寄生蟲學研究所（1990年改名為生態學研究所）擔任研究技術員，也開始活躍於立陶宛昆蟲學會，1985年（一說1986年）獲學士學位，1994年於立陶宛科學院生態學研究所獲博士學位。
帕卡尼斯基斯是立陶宛雙翅目昆蟲研究的先驅，主要的研究領域是潛葉蠅科昆蟲的生態與分類，除基礎研究外他也參與關於立陶宛境內蚊害的調查，並曾受邀至哈薩克與白俄羅斯等國演講。帕卡尼斯基斯共發表了超過70篇論文，發表26種潛葉蠅科新種（包括蛇潛葉蠅屬8種、斑潛蠅屬7種、植潛蠅屬6種、黑潛蠅屬3種、擬菁潛蠅屬1種與彩潛蠅屬1種，其中4種可能為已發表物種的同物異名），並與他人合著了三本書，包括1985年出版的《潛葉蟲》（Augalus minuojantys vabzdžiai）、1993年出版的《祖文塔斯保護區》（Žuvinto rezervatas，俄文書籍）以及1997年出版的《立陶宛保護區的動植物》（Lietuvos valstybinių rezervatų flora ir fauna），晚年他曾擔任立陶宛昆蟲學會期刊《立陶宛罕見新種昆蟲紀錄與介紹》（New and rare for Lithuania insect species. Records and descriptions）的主編。